# Азих
Азих (азерб. Azıx, вірм. Ազոխ) — село у Ходжавендському районі Азербайджану. Розташоване над невеличкою річкою Ішханагет (Гуручай), на висоті 900 м над рівнем моря. Через село проходить траса Ханкенді — Кармір Шука — Гадрут. Село відомо в основному у зв'язку з тим, що поряд з селом знаходиться знаменита Азоська печера.

## Назва
За часів вірменської окупації село називалося Азох (вірм. Ազոխ). 
За однією версією назва села походить від давньовірменського слова «азох», що означало незрілий виноград, за іншою — від слова «азих», що означало, мовою давніх тюркських народів «лігво ведмедя».

## Історія
Вперше згадується в V ст., у зв'язку з так званою «Вардановой війною» (повстанням вірмен проти перського ярма в 451 р.), а також особливо під час монголо-татарських навал.
В давнину знаходилося на території вірменської провінції Арцах, у середні століття і аж до XVIII ст. — у складі вірменського мелікства Дізак. На початку XIX ст. в селі, поряд з корінними жителями, поселилися переселенці з іранської місцевості Карадаг.
9 листопада 2020 року в ході Другої Карабаської війни було визволене Збройними силами Азербайджану.

## Пам'ятки
В селі розташована церква Сурб Аствацацін 17 ст., кладовище 10-19 ст., печера — пізня Кам'яна доба, міст «Цілтахач» 13 ст.